# Lygisaurus malleolus
Espèce
Synonymes
- Carlia malleolus Roberts, Couper, Worthington Wilmer, Amey & Zug, 2005 in Couper, Worthington Wilmer, Roberts, Amey & Zug, 2005

Lygisaurus malleolus est une espèce de sauriens de la famille des Scincidae.

## Répartition
Cette espèce est endémique du Nord-Est du Queensland en Australie.

## Publication originale
- Couper, Worthington Wilmer, Roberts, Amey & Zug, 2005 : Skinks currently assigned to Carlia aerata (Scincidae : Lygosominae) of north-eastern Queensland: a preliminary study of cryptic diversity and two new species. Australian Journal of Zoology, vol. 53, no 1, p. 35-49 (texte intégral).